# 브레지체

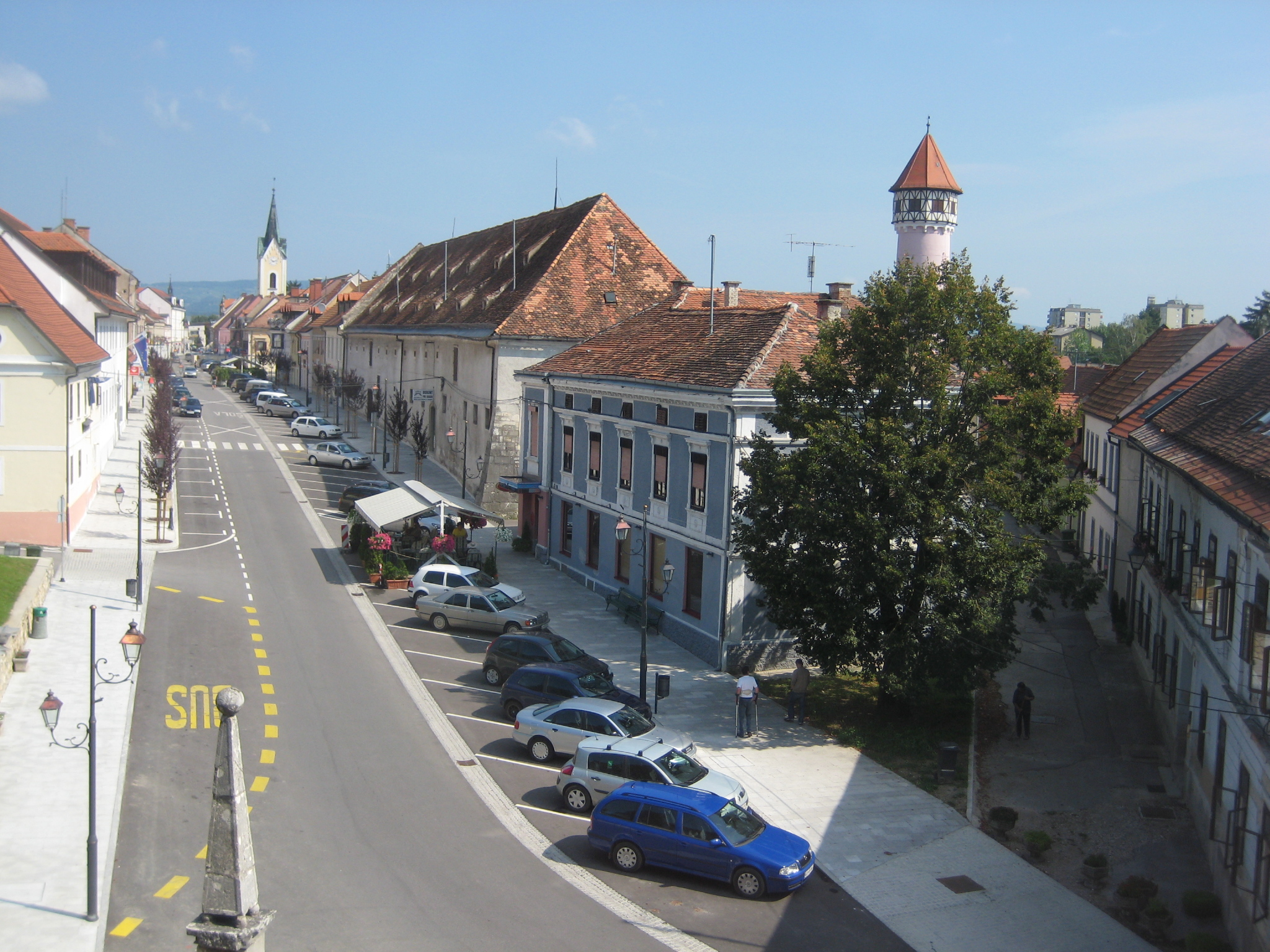
브레지체 시가지

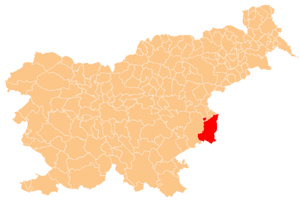
브레지체의 위치

브레지체(슬로베니아어: Brežice, 독일어: Rann 란[*])는 슬로베니아 동부에 위치한 도시로, 면적은 268.1km2, 인구는 24,483명(2002년 기준), 인구밀도는 91.3명/km2이다. 크로아티아와 국경을 접한다.
1919년도에 설립되어 현재 슬로베니아 2부리그 (2.SNL)  소속인 NK 브레지체  축구팀이 있다. 2018년도에 한국선수로는 최초로 슬로베니아 구단에 입단 하게 된 이현진 선수로 인해 국내에 알려진바 있다. 축구팀의 스폰서이며 도시 명소인 차티시 스파시설은 슬로베니아 각 도시에서 찾아올 정도로 유명한 시설을 보유하고 있다.
또한,  도시 명소로는 16세기에 지어진 브레지체 성으로 유명하다. 채플안 곳곳 천장에는 멋진 벽화들이 그려져 있다.  